# Хроники Риддика: Тёмная ярость
«Хроники Риддика: Тёмная ярость» (англ. The Chronicles of Riddick: Dark Fury) — анимационный фильм, снятый Питером Чангом, по мотивам Хроник Риддика.
Действие мультфильма происходит между событиями фильмов «Чёрная дыра» и «Хроники Риддика». Мультфильм вышел исключительно в виде DVD-издания со множеством бонусов. В озвучке героев приняли участие те же актёры, что и играли в фильмах.

## Сюжет
Вскоре после того, как Риддик, Джек и Имам в «Чёрной дыре» улетели со злосчастной планеты, они оказываются захваченными блуждающим кораблём наёмников. Корабль доставляют в отсек невесомости и сканируя обнаруживают там Риддика. Риддик не торопится выбираться из корабля и некоторое время прячется внутри, но наёмники высылают карательный отряд. Риддик ломает огнетушитель, который в невесомости тут же заливает всё пеной. Используя её, как прикрытие, Риддик убивает несколько наёмников, но один из них угрожает убить Джек. Риддик вынужден отступить. Их всех берут в плен.
Вскоре Риддик встречается со странной хозяйкой корабля — Антонией Чиллингсуорт (Тресс МакНилл), которая занимается тем, что коллекционирует преступников, охотясь на них и затем замораживая. Она заставляет Риддика сражаться на арене, чтобы посмотреть на его искусство боя. Победив двух инопланетян, Риддик вытаскивает из шеи внедрённую наёмниками микробомбу и бежит прочь, прихватив с собой Джек и Имама.
Наёмники в срочном порядке расконсервируют весь свой состав, ранее находившийся в криосне, в числе которых присутствует и Тумс, один из преследователей Риддика в фильме Хроники Риддика. Риддик умело скрывается от них и вскоре встречается с командиром, которого побеждает в бою на ножах. Риддик и команда, наконец, добираются до корабля, но тут их встречает Хозяйка корабля, которая наводит на Риддика пистолет и уже хочет пристрелить, но Джек убивает её.
Риддик улетает с корабля наёмников и решает отправиться в систему UV, высадив Имама и Джек в Новой Мекке на Гелион Прайм.